# Drosophila varians
Drosophila varians este o specie de muște din genul Drosophila, familia Drosophilidae, descrisă de Bock și Wheeler în anul 1972.
Este endemică în Filipine. Conform Catalogue of Life specia Drosophila varians nu are subspecii cunoscute.